# Мирослав Вацек
Мирослав Вацек (чеськ. Miroslav Vacek; 29 серпня 1935, Колін, Середньочеський край, Чехія — 31 грудня 2022, Карлові Вари) — чехословацький військовий діяч і чеський політик, у 1987—1989 роках — начальник Генерального штабу Чехословацької народної армії, у 1989—1990 роках — міністр національної оборони ЧССР. У листопаді 1989 року фактично підтримав Оксамитову революцію, організував роззброєння партійної міліції КПЧ. Після відставки — консультант міністерства оборони ЧСФР, у 1991 році пішов у запас. У 1996—1998 роках — депутат парламенту від КПЧМ. Генерал армії (1990).

## Армійська кар'єра
З підліткового віку Мирослав Вацек обрав професію військовика. У 1949 році вступив до Військового училища імені Яна Жижки у Моравську-Тршебові. З 1957 року служив на командних посадах у Чехословацькій народній армії (ЧНА). За військовою спеціальністю — танкіст.
Закінчив Військову академію в Брно (1967) й Академія Генерального штабу Збройних Сил СРСР імені К. Є. Ворошилова (1976).
У 1976—1979 роках Мирослав Вацек командував 20-ю мотострілецькою дивізією ЧНА. У 1979—1981 роках — начальник штабу, у 1981—1983 роках — командувач 1-ї армії. У 1983—1985 роках — начальник штабу, у 1985—1987 роках — командувач Західним військовим округом.
13 грудня 1987 року Мирослав Вацек у званні генерал-полковника отримав призначення начальником Генерального штабу ЧНА та першим заступником міністра оборони ЧССР Мілана Вацлавіка. На цій посаді брав участь у скороченні збройних сил Варшавського договору в Центральній Європі — відповідно до домовленостей між НАТО й ОВС. Формулював нову військову доктрину ЧССР.
З 1953 року Мирослав Вацек перебував у рядах Комуністичній партії Чехословаччини (КПЧ). На XVII з'їзді КПЧ у березні 1986 року затверджений кандидатом у члени ЦК КПЧ. Обраний депутатом Федеральних зборів ЧССР.

## Позиція в Оксамитовій революції
17 листопада 1989 року студентська демонстрація у Празі поклала початок антикомуністичній Оксамитовій революції. Серед керівників КПЧ були прихильники силового придушення протестів (насамперед Мирослав Штепан). На їхній бік схилявся міністр оборони генерал Вацлавік. Проте генерал Вацек виступив категорично проти й однозначно дав зрозуміти, що армія не дозволить застосувати зброю проти демонстрантів. Тим самим питання було знято. Прихильники компромісних рішень (Любомир Штроугал, Ладислав Адамець, Васіл Могорита, Карел Урбанек) набули силової опори.
Під командуванням генерала Вацека армійські та поліційні частини роззброїли партійну міліцію КПЧ, вилучену зброю здали на склади ЧНА. Дії Вацека у листопаді 1989 року ставляться йому в заслугу, оскільки сприяли запобіганню кровопролиття.
3 грудня 1989 року Мирослав Вацек отримав призначення міністром національної оборони ЧССР у кабінеті Ладислава Адамеца. Був єдиним чинним членом КПЧ, який зберіг посаду у некомуністичному уряді Маріана Чалфи та після перетворення ЧССР на ЧСФР. Анонсував реформи в армії, зокрема скорочення терміну обов'язкової військової служби з 24 до 18 місяців і припинення політичного контролю КПЧ над ЧНА. Важливим заходом Вацекового міністра було створення інституту військової поліції.
У грудні 1989 року оголосив про початок зносу укріплень на кордонах з Австрією та ФРН. Разом із новим главою МЗС Іржі Дінстбіром закликав до висновку 75-тисячного радянського контингенту, розквартированого у Чехословаччині після вторгнення 1968 року. 1 травня 1990 року отримав звання генерала армії.

## Відставка
Президент Вацлав Гавел позитивно оцінював діяльність Мирослава Вацека, наголошував на його професійній компетентності. Проте у суспільстві наростали протести проти присутності в уряді генерала-комуніста. Відставки Вацека вимагали впливові політики Александр Вондра та Міхаель Жантовські. 18 жовтня 1990 року Вацека усунули з посади. Його змінив відомий дисидент Любош Добровський.
Якийсь час після відставки Мирослав Вацек залишався на військовій службі. У грудні 1990 року, незадовго до початку війни в Перській затоці, він відвідав Ірак з «місією доброї волі» і зумів вивезти з країни чехословацьких громадян, затриманих режимом Саддама Хусейна як «гостей»-заручників. До кінця 1991 року генерал Вацек був консультантом міністерства оборони. 30 листопада 1991 року Мирослав Вацек пішов у запас.

## Політик й експерт
Мирослав Вацек перебував у Комуністичній партії Чехії та Моравії (КПЧМ), у 1996—1998 був депутатом парламенту Чехії. У публікаціях ЗМІ іноді іменувався «червоним генералом». Вважався найвпливовішим політиком КПЧМ. У 2012 році розглядався як потенційний кандидат у президенти, але категорично відкидав таку можливість для себе.
У 2007 році оприлюднила інформацію про причетність Вацека до органів контррозвідки, які входили до складу Служби держбезпеки StB — органу політичного розшуку та репресій режиму КПЧ. Вацек змушений був дати публічні пояснення. Він визнав, що обіймав посади у контррозвідці, але категорично заперечував роль інформатора StB.
Мирослав Вацек вважався у Чехії великим військовим експертом. Він стримано оцінював стан чеської армії, вважав, що контрактне комплектування не зробило її професійнішою, ніж колишня ЧНА, проте знизило патріотичну мотивацію. Єдиною актуальною зовнішньою загрозою для Чехії вважав неконтрольовану міграцію. Водночас Вацек закликав не забувати трагічний досвід 1938 року та враховувати, що великі держави — у нинішній ситуації США та РФ — здатні розв'язувати свої проблеми завдяки європейським країнам, зокрема Чехії. Він не вірив у надійність американського захисту, хоча б тому, що найсильніша у світі армія США не потребує союзників. Мирослав Вацек закликав зміцнювати національні збройні сили.
Генерал Вацек — автор кількох книг з військової стратегії та військово-політичної історії.

## Приватне життя
У 1997 році на Мирослава Вацека було скоєно напад — невідомий атакував його на сходах, коли він повертався із зустрічі старих друзів. Злочин не розслідували, мотиви невідомі, проте прихильники Вацека вважають напад політичним.
Співзвучність прізвищ останніх міністрів оборони ЧССР іноді призводила до казусів навіть в офіційних контактах. Так, у 2016 році міністр оборони Чехії Мартін Стропніцький публічно назвав генерала Вацека «генералом Вацлавіком» (Мілан Вацлавік помер за кілька років до того).
Мирослав Вацек був одружений, мав сина.